# Celeus torquatus
Celeus torquatus là một loài chim trong họ Picidae.